# Maxhütte-Haidhof
Maxhütte-Haidhof település Németországban, azon belül Bajorországban. Lakosainak száma 12 278 fő (2023. december 31.).

## Népesség
A település népessége az elmúlt években az alábbi módon változott:
| Lakosok száma | 3037 | 8815 | 8893 | 10 622 | 10 698 | 10 941 | 11 120 | 11 575 | 12 027 | 12 278 |
|               | 1950 | 1975 | 1987 | 2012   | 2013   | 2015   | 2016   | 2019   | 2021   | 2023   |